# 안톤 미란추크
안톤 안드레예비치 미란추크(러시아어: Антон Андреевич Миранчук, 1995년 10월 17일 ~ )는 러시아의 축구 선수로 현재 스위스 슈퍼리그의 FC 시옹에서 좌측 윙어, 공격형 미드필더로 활약 중이며 미국 메이저 리그 사커의 애틀랜타 유나이티드에서 뛰고 있는 알렉세이 미란추크의 쌍둥이 동생으로 알려져 있다.